# Farrera
Farrera est une commune de la comarque de Pallars Sobirà dans la province de Lérida en Catalogne (Espagne).

## Géographie
Commune située dans les Pyrénées.